# Jan Lambrechts
Jan Lambrechts (* 12. September 1938 in Mechelen) ist ein ehemaliger belgischer Radrennfahrer.

## Sportliche Laufbahn
Lambrechts war Bahnradsportler. Seine Spezialdisziplin war der Sprint. Bei den nationalen Meisterschaften wurde er in dieser Disziplin 1960 Vize-Meister der Amateure hinter Leo Sterckx und 1962 bei den Profis hinter Jos De Bakker. 1961 war er Dritter der Profimeisterschaft geworden. Lambrechts war Mitglied der belgischen Nationalmannschaft im Bahnradsport der Amateure. In der Tschechoslowakei gewann er 1960 mit dem Grand Prix Framar ein traditionsreiches internationales Sprintturnier.
Lambrechts wurde 1961 Berufsfahrer im Radsportteam Maes Pils und blieb bis 1963 als Radprofi aktiv. Bei den Bahnradsport-Weltmeisterschaften startete er sowohl als Amateur als auch in seiner Profizeit.